# Coleophora murciana
Coleophora murciana é uma espécie de mariposa do gênero Coleophora pertencente à família Coleophoridae.